# Louvois

Louvois este o comună în departamentul Marne, Franța. În 2009 avea o populație de 337 de locuitori.